# Sankt Georgen im Schwarzwald
Sankt Georgen im Schwarzwald là một thị xã ở tây nam bang Baden-Württemberg, Đức. Thị xã thuộc huyện Schwarzwald-Baar.
Thị xã Sankt Georgen im Schwarzwald có diện tích 59,85 km².
Các khu vực giáp ranh:
- Furtwangen
- Hornberg (durch Langenschiltach mit Hornberg-Reichenbach)
- Königsfeld im Schwarzwald
- Mönchweiler
- Schramberg
- Triberg im Schwarzwald
- Villingen-Schwenningen